# Apache: La vita di Carlos Tevez
Apache: La vita di Carlos Tevez (Apache: La vida de Carlos Tevez) è una serie prodotta da Netflix. 
La serie è incentrata sulla vita di Carlos Tevez nel quartiere di Fuerte Apache dove ha vissuto, sul rapporto con i suoi genitori adottivi, sul suo primo amore, sugli amici e su come sia riuscito con il suo talento a giocare nel Boca Júniors.

## Cast
- Balthazar Murillo
- Vanesa González
- Sofía Gala
- Alberto Ajaka
- Diego Perez
- Matías Recalt
- Gregorio Barrios
- Fernando Contiagiani García
- Osqui Guzmán
- Diego Gallardo
- Julián Larquier Tellarini
- Tamara Ayelén Arias
- Yesica Gilkmán
- Patricio Contreras
- Roberto Vallejos